# Gregorius Yohanna Ibrahim

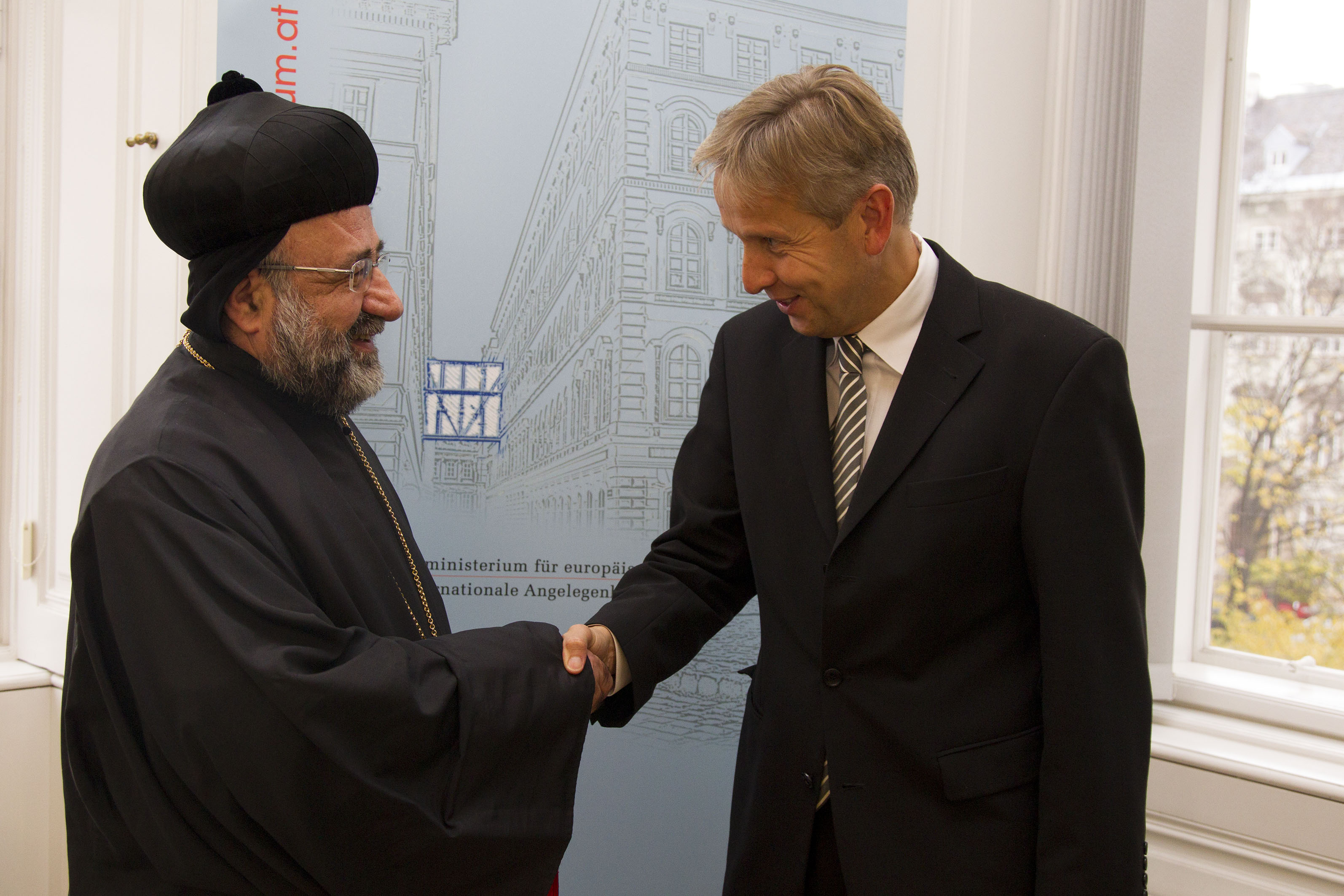
Gregorius Yohanna Ibrahim (links) mit dem österreichischen Staatssekretär Reinhold Lopatka 2012

Mor Gregorius Yohanna Ibrahim (syrisch ܡܪܝ ܓܪܝܓܘܪܝܘܣ ܝܘܚܢܢ ܐܒܪܗܡ; * 18. August 1948 in Qamischli, Syrien; geboren als Yohanna Ibrahim) ist ein syrischer Geistlicher und der syrisch-orthodoxe Erzbischof von Aleppo. Am 22. April 2013 wurde er entführt; seitdem gibt es kein Lebenszeichen von ihm.

## Leben

### Bildung
Gregorius Yohanna Ibrahim studierte nach seiner regulären Schulbildung ab 1967 Theologie und Philosophie am St.-Ephräm-Seminar im libanesischen Atchaneh. Er erhielt seinen Mastergrad im Themenbereich Ostkirchen am Orientalischen Institut in Rom und 1976 seinen Bachelor zum Thema orientalisches Kanonisches Recht. Ibrahim promovierte an der University of Birmingham. Das Thema seiner Dissertation war „Christliche Araber in Mesopotamien vor dem Islam“.

### Priesterliches und bischöfliches Leben
Am 26. Juli 1973 legte Ibrahim seine monastische Profess ab. Am 13. Februar 1976 wurde er zum Diakon und zwei Tage später zum Priester geweiht. Von 1967 bis 1976 war Ibrahim als erster syrisch-orthodoxer Seelsorger in Belgien und den Niederlanden zuständig für die Seelsorge in zwei Gemeinden. Er wurde für die Jahre 1976 und 1977 zum Leiter der Diözese Schweden, wo eine der größten syrisch-orthodoxen Auslandsgemeinden der Welt lebt, bestimmt. Ab 1977 war er der Leiter des Theologischen Seminars im Libanon. Einer seiner Schüler war der spätere Patriarch Ignatius Ephräm II. Karim. Vor seiner Zeit als Bischof war er bereits im Middle East Council of Churches und im Global Christian Forum tätig. Am 4. März 1979 empfing er die Bischofsweihe von Patriarch Ignatius Jakob III., bei der er zusätzlich den Namen Gregorius annahm. Künftig sollte er die Erzdiözese Aleppo leiten. Von 1980 bis 1988 war er Mitglied im Zentralkomitee des Weltrates der Kirchen. Ibrahim gründete in Aleppo den al-Raha-Mardin-Verlag, welcher bereits mehr als 200 Bücher publizierte.

### Entführung
Am 22. April 2013 wurden Gregorius Yohanna Ibrahim und Bulos Jasidschi, der griechisch-orthodoxe Erzbischof von Aleppo, in al-Mansura entführt, als sie auf dem Weg zu Verhandlungen über die Freilassung zwei entführter Priester waren. Der Fahrer ihres Autos, ein Diakon, wurde erschossen. Seitdem gab es viele Gerüchte über ihre Entführer und ihre möglicherweise bevorstehende Freilassung, jedoch keinerlei Gewissheit. Seit der Entführung übernahm Mönch Boutros Kassis die Leitung der Erzdiözese. Am 23. April 2013 forderte Papst Franziskus die Freilassung der entführten Bischöfe, das Ende des Krieges in Syrien und eine politische Lösung der Konflikte.
2014 erhielt Ibrahim zusammen mit Jasidschi in Abwesenheit (oder postum) den Menschenrechtspreis der Stadt Weimar.

## Werke
- Das Konzept der Jurisdiktion und Autorität in der Syrisch Orthodoxen Kirche von Antiochien. (Concept of Jurisdiction and Authority in the Syriac Orthodox Church of Antioch).
- Syrische Musik. 2003 (ܡܘܣܝܩܝ ܕܣܘܪ̈ܝܝܐ الموسيقى السريانية).
- Tagebuch eines Bischofs. 1998 (يوميات مطران) (Herausgeber).
- Ein Mann Gottes: Mar Dionysios Georgios Al'Qas Behnam Metropolit von Aleppo 1912-1992 Sein Leben und Zeit. 1997 ( رجل الله مار ديونيسيوس جرجس القس بهنام حياته).
- Der Stolz der Syrer: Mar Ignatios Ephrem Barsaum Patriarch von Antiochien 1887-1957: Biografie und Bibliografie, 1996. ( السريان مار أغناطيوس أفرام الأول برصوم حياته و مؤلفاته).
- Syrer: Glaube und Zivilisation I-V, 1983–1986. (السريان: ايمان و حضارة ١-٥) (Herausgeber).